# Halte de Rhenoy
La Halte de Rhenoy (en néerlandais Stopplaats Rhenoy) est une ancienne halte néerlandaise située à Rhenoy, dans la province de Gueldre.
Ouverte en 1889 elle est fermée en 1925.

## Situation ferroviaire
La halte était située sur la Ligne de la Betuwe, appelée également la ligne Merwede-Linge (rivière), dans les provinces de la Hollande-Méridionale et le Gueldre, sur le trajet reliant Dordrecht à Geldermalsen et jusqu'à Elst.

## Histoire
La halte a servi aux voyageurs de 1889 jusqu'en 1925.